# Andrzej Osiadacz
Andrzej Janusz Osiadacz (ur. 17 grudnia 1943) – polski inżynier, profesor nauk technicznych. Specjalista w zakresie automatyki i robotyki oraz inżynierii gazownictwa. Nauczyciel akademicki Wydziału Instalacji Budowlanych, Hydrotechniki i Inżynierii Środowiska Politechniki Warszawskiej. Prezes Gaz Systemu S.A. – Krajowego Operatora  Gazociągów Przesyłowych w latach 2004 - 2006, członek Rady Dyrektorów Pipeline Simulation Interest Group (PSIG) USA w latach 1994 – 2007. Od 1994 roku przedstawiciel polskiego przemysłu gazowniczego w Międzynarodowej Unii Gazowniczej w sekcji ds. Transportu gazu. Członek rad nadzorczych i doradca zarządów przedsiębiorstw gazowniczych.

## Życiorys
Studiował  na Wydziale Mechaniki Precyzyjnej Politechniki Warszawskiej, uzyskując  w 1968 roku stopień magistra inżyniera automatyki przemysłowej. W latach 1969–1991 pracował  w Instytucie Górnictwa Naftowego i Gazownictwa na stanowiskach: kierownika Laboratorium Automatyki i Pomiarów (do 1975), kierownika Pracowni Sterowania Sieciami Gazowymi  (1975-1990) i  kierownika Oddziału Terenowego w Warszawie (1990-1991).  W Akademii Górniczo-Hutniczej w Krakowie na Wydziale Elektrotechniki, Automatyki i Elektroniki uzyskał stopień naukowy doktora (1976) i doktora habilitowanego (1982). Od stycznia do grudnia 1979 roku przebywał na stażu naukowym w Control Systems Centre Uniwersytetu w Manchesterze (The University of Manchester – Institute of Science and Technology - UMIST), a w latach 1985 – 1988 pracował na stanowisku Visiting Professor  w Control Systems -UMIST. W latach 1989–1990 pracował w Mathematics and Computing Division – London Research Station -British Gas jako Senior Scientist – zajmując się, problemami optymalizacji sieci gazowych Wielkiej Brytanii. Od 1991 roku pracuje na Politechnice Warszawskiej pełniąc funkcję kierownika Zakładu Inżynierii Gazownictwa w Instytucie Ogrzewnictwa i Wentylacji Wydziału ISiW/WIŚ do 2006. W  roku 1992 otrzymał tytuł naukowy profesora  nauk technicznych w dziedzinie automatyki i robotyki, a w roku 2000 stanowisko profesora zwyczajnego. Kierował Zakładem Systemów Ciepłowniczych i Gazowniczych na Wydziale Inżynierii Środowiska Politechniki Warszawskiej (1 IX  2007-1 IX 2014) a także  był dyrektorem Wydziałowego Centrum Płynowych Systemów Przesyłowych (1 I 2008- 31 XII 2014). Był  pierwszym Prezesem Zarządu  Gaz-System S.A. (1 V 2004-17 IV 2006), operatora  krajowej gazowej sieci przesyłowej.  Jest  inicjatorem i kierownikiem Studiów Podyplomowych na Politechnice Warszawskiej – Inżynieria Gazownictwa funkcjonujących nieprzerwanie od 1992 roku.
W badaniach naukowych zajmuje się modelowaniem matematycznym procesu transportu masy i energii, komputerową symulacją i optymalizacją sieci płynowych, optymalnym sterowaniem sieciami płynowymi, zarządzaniem ryzykiem w eksploatacji rurociągów oraz teorią sterowania i regulacji. 
Ma w dorobku ponad 100 publikacji w tym ponad 50 w języku angielskim. Jest autorem i współautorem siedmiu książek oraz tłumaczem jednej książki.
Był wykładowcą na Wydziale Mechanicznym Uniwersytetu w Lizbonie w roku 1990, a w roku 1994 prowadził wykłady na Wydziale Matematyki Uniwersytetu w Salford (UK).  W roku 2000, jako delegat PSIG (Pipeline Simulation Interest Group), prowadził wykłady w Buenos Aires oraz Santiago dla kadry inżynierskiej przemysłu gazowniczego Argentyny oraz Chile.
Od roku 1993 pełni funkcję Prezesa firmy Fluid Systems sp. z o.o. zajmującej się opracowywaniem oprogramowania do symulacji i optymalizacji sieci   płynowych(ciepłowniczych, gazowych, kanalizacji ciśnieniowej i wodociągowych).
W roku 2010 Fluid Systems otrzymała nagrodę  IPM PL "The Award of Excellence in Intellectual Capital Management" jako jedna z 50 najbardziej innowacyjnych firm w Polsce. W roku 2008 rozpoczął współpracę z Państwową Uczelnią Zawodową im. Ignacego Mościckiego w Ciechanowie, gdzie pełni funkcję kierownika Zakładu. Od 2016 jest szefem grupy ekspertów przy Izbie Gospodarczej Gazownictwa.
Profesor Andrzej Osiadacz od 1 maja 2021 jest redaktorem naczelnym miesięcznika naukowo-technicznego Gaz, Woda i Technika Sanitarna.
Od 1 lutego 2023 pełni funkcję doradcy Prezesa Polskiej Spółki Gazownictwa. 

## Członkostwo w organizacjach
Jest członkiem szeregu  krajowych i międzynarodowych towarzystw naukowych i technicznych, m.in.:
- The Institution of Mathematics and Its Applications, Wielka Brytania, od 1990
- American Gas Association, od 1988
- Society of Petroleum Engineers, od 1992
- Pipeline Simulation Interest Group, USA, członek komitetu zarządzającego (1994-2004)
- Komitet Energetyki PAN, od 1993
- International Gas Union, członek komitetu dystrybucji i gazów (1992-2000)

## Wybrane publikacje
- Sygnały pneumatyczne w automatyce (wraz z L. Lammelem), Wydawnictwa Naukowo-Techniczne, 1974
- Pneumatyczne przetworniki automatyki (wraz z L. Lammelem), Wydawnictwa Naukowo-Techniczne, 1978
- Symulacja statyczna i dynamiczna systemu przesyłowego gazu ziemnego o dowolnej strukturze topologicznej, wyd. Sigma, Warszawa 1982
- Simulation and Analysis of Gas Networks, E&FN Spon Ltd., Londyn 1987
- Simulation and Optimization of Large Systems (redaktor), Oxford University Press, Londyn 1988
- Statyczna symulacja sieci gazowych, wyd. Fluid Systems 2001, ISBN 978-83-912343-0-3
- Stacje gazowe. Teoria, projektowanie, eksploatacja (wraz z M. Chaczykowskim), Warszawa, Fluid Systems 2010, ISBN 978-83-912343-1-0
- ponadto opracowania, ekspertyzy i analizy oraz artykuły publikowane w czasopismach naukowych i fachowych, m.in. w "International Journal of Systems Science", "Nowoczesnym Gazownictwie", "Rynku Energii" oraz "Archives of Mining Sciences"[7][8]

## Dorobek dydaktyczny i kształcenie kadry
W ramach działalności dydaktycznej prowadził lub prowadzi wykłady z następujących przedmiotów:
- Podstawy automatyki i robotyki, Podstawy optymalizacji, Metody optymalizacji, Sterowanie systemami  gazowymi i ciepłowniczymi, Modelowanie matematyczne  elementów sieci gazowych i ciepłowniczych, Metody numeryczne, Technologia rurociągowego transportu gazu,  Symulacja statyczna i dynamiczna sieci płynowych. 
Prowadził ponad 200 prac magisterskich, wypromował  20 doktorów nauk technicznych.
Stworzył  nowoczesną szkołę Inżynierii Gazownictwa na Politechnice Warszawskiej. W roku 2021 otrzymał od Rektora Politechniki Warszawskiej Nagrodę Indywidualną I-go stopnia za całokształt dorobku.